# 奧爾齊什瓦拉鄉
45°58′N 21°12′E / 45.967°N 21.200°E
奧爾齊什瓦拉鄉（羅馬尼亞語：Comuna Orțișoara, Timiș），是羅馬尼亞的鄉份，位於該國西部，由蒂米什縣負責管轄，面積143平方公里，海拔高度127米，2002年人口4,021，人口密度每平方公里28人。